# Талер, Йозеф
Йозеф Талер (нем. Josef Thaler) — австрийский саночник, выступавший за сборную Австрии в середине 1950-х годов, чемпион мира, бронзовый призёр чемпионата Европы.
Йозеф Талер принимал участие в самом первом чемпионате мира по санному спорту и стал первым в истории санного спорта чемпионом мира в программе мужских парных заездов, завоевав золотую медаль в паре с Хансом Крауснером. На этом же турнире ему удалось выиграть серебряную награду программы мужских одиночных заездов, спортсмен уступил лишь норвежцу Антону Сальвесену. Кроме того, Талер является обладателем бронзовой медали чемпионата Европы, проходившего в 1956 году в австрийском Имсте.
Участия в зимних Олимпийских играх Йозеф Талер не принимал, так как закончил карьеру профессионального спортсмена ещё до вхождения санного спорта в олимпийскую программу.